# Hjertetræ
Hjertetræ (Cercidiphyllum) er en slægt med 2-4 arter, der er udbredt i Østasien. Slægten opfattes som en tertiær relikt ligesom Tempeltræ og Vandgran. Før istiderne fandtes der arter af slægten både i Europa og Nordamerika. Her omtales de to arter, som kan ses i Danmark.
| Arter |

- Almindelig Hjertetræ (Cercidiphyllum japonicum)
- Stort Hjertetræ (Cercidiphyllum magnificum)